# 야마가타 아리미치
야마가타 아리미치(일본어: 山縣有道, 1888년 2월 23일 ~ 1945년 9월 8일)는 일본 제국의 궁내관, 정치인, 화족이다. 작위는 공작이며, 귀족원 공작 의원을 지냈다.

## 생애
내무관료 야마가타 이사부로(야마가타 아리토모의 조카이자 양자)와 그의 처 가토 다카코(加藤隆子)의 장남으로 태어났다. 1912년 도쿄 외국어 학교 독일어 본과를 졸업하고, 같은 해 독일에 유학했다. 튀빙겐 대학교에서 조림학을 전공했지만, 1914년 제1차 세계대전이 발발하여 일본이 독일과 국교를 단절함에 따라 귀국한 후, 양조부 아리토모가 시작했던 도치기현 나스노의 야마가타 농장(山縣農場)을 관리하게 된다. 
1922년부터 시종(侍従)・식부관(式部官) 등의 궁내성 직책을 역임했으며, 궁중의 와카 발표회인 우타카이하지메(歌会始)의 강사로도 활동했다. 부친 이사부로의 사후인 1927년 11월 15일, 공작위를 습작하여 귀족원 의원에 취임했고, 화요회(火曜会) 소속으로 사망할 때까지 재임한다. 

## 가족 관계
- (친조부) 가쓰 가네스케(勝津兼亮)
- (친조모) 야마가타 도시코(山縣壽子) - 야마가타 아리토모의 누나
- (양조부) 야마가타 아리토모(山縣有朋)
- (부) 야마가타 이사부로(山縣伊三郎)
- (모) 가토 다카코(加藤隆子) - 가토 히로유키(加藤弘之) 남작의 딸
- (부인) 마에다 무치코(前田鞭子) - 마에다 도시아쓰(前田利同) 백작의 딸
  - (장녀) 쓰즈키 미에코(都築美枝子) - 쓰즈키 타다하루(都築忠春) 남작 부인. 후에 히가사 하쿠쇼(日笠百勝)와 재혼.
  - (장남) 야마가타 아리노부(山縣有信) - 공작
  - (차녀) 기타자와 미치코(北沢美智子) - 기타자와 히토시(北沢仁) 부인

| 전임 야마가타 이사부로 | 제3대 야마가타 (아리토모) 공작가 당주 1927년 ~ 1945년 | 후임 야마가타 아리노부 |